# Francesco Maria Sauli
Il Serenissimo Francesco Maria Sauli (Genova, 1620 – Genova, 26 maggio 1699) fu il 134º doge della Repubblica di Genova e re di Corsica.

## Biografia

Stemma nobiliare dei Sauli

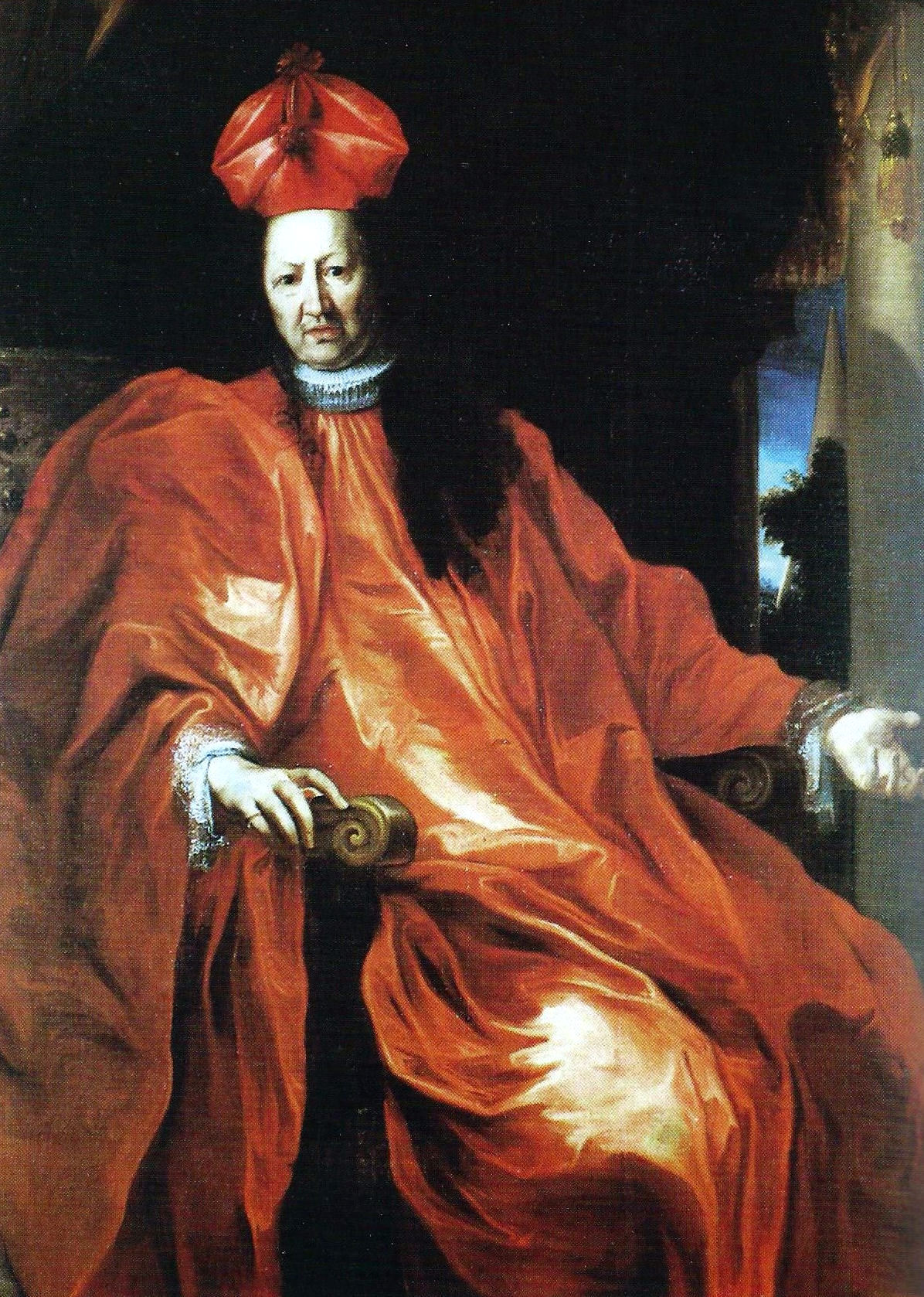
Dipinto del nobile

Nipote del già doge Lorenzo Sauli (biennio 1599-1601) e cugino di terzo grado di sant'Alessandro Sauli, nacque a Genova intorno al 1620. Con la maggiore età entrò a far parte della vita pubblica e di stato della Repubblica di Genova trovando impieghi e mansioni in diversi uffici. All'età di 45 anni fu inviato a Vienna in qualità di ambasciatore straordinario per discutere con l'imperatore la successione per il Marchesato di Fosdinovo in Lunigiana e per sollecitare al sovrano un suo intervento in favore della santificazione di Caterina Fieschi Adorno.
Ritornato nella capitale repubblicana si adoperò, come altri esponenti della nobiltà genovese, nel tentare una mediazione con la Francia di Luigi XIV che poi capitolò con il bombardamento navale francese del 1684 su Genova. Nel 1691 gli Annali genovesi citano il Sauli tra i rappresentanti incaricati dell'accoglienza in Genova di Gian Gastone de' Medici, fratello dell'erede al trono del Granducato di Toscana Ferdinando.
Dopo aver ricoperto altri incarichi pubblici, Francesco Maria Sauli a 77 anni fu eletto nuovo doge di Genova dal 19 settembre 1697: l'ottantanovesimo in successione biennale e il centotrentaquattresimo nella storia repubblicana. In qualità di doge fu investito anche della correlata carica biennale di re di Corsica.
Il suo mandato biennale fu improntato soprattutto all'ordine pubblico, tra i provvedimenti firmati dal doge Sauli il nuovo regolamento sull'uso delle armi.
L'improvvisa morte il 26 maggio 1699 fece anticipare di circa tre mesi la naturale scadenza del dogato. Deceduto in Genova trovò sepoltura nella basilica di Santa Maria Assunta di Carignano.